# Општина Мика (Клуж)
Мика (рум. Mica) општина је у Румунији у округу Клуж.
Oпштина се налази на надморској висини од 337 m.